# Dot blot
Il Dot blot è una tecnica biochimica che, sfruttando l'ibridazione DNA/DNA, evidenzia la presenza di un gene in uno specifico organismo.
Rappresenta una semplificazione del metodo Western Blot, con l'eccezione che le proteine da rilevare non vengono prima separate mediante elettroforesi. Invece, il campione viene applicato direttamente su una membrana in un unico punto e viene eseguita la procedura di assorbimento.
La tecnica offre significativo risparmio di tempo, in quanto cromatografia o elettroforesi su gel, e non sono necessarie le complesse procedure di assorbimento del gel. Tuttavia, non offre informazioni sulla dimensione della proteina target.

## Metodo
Le cellule del campione vengono solitamente fissate su un filtro di nylon o nitrocellulosa, che viene posto su un pacchetto di carta assorbente. Dopo aver posizionato quest'ultimo in un contenitore con liquido litico per membrane cellulari (e/o per pareti batteriche) si fissa il DNA sul supporto, inducendo la formazione di dimeri di timina grazie all'esposizione ai raggi UV. Infine si denatura tramite l'aggiunta di soda caustica (non si può utilizzare il calore come agente denaturante perché potrebbe compromettere l'integrità del filtro). Si procede quindi con l'inserimento di sonde di DNA marcate con un fluorocromo, che siano in grado di riconoscere una sequenza specifica; queste si legheranno con la loro sequenza complementare e dopo autoradiografia metteranno in evidenza, attraverso emissione della fluorescenza, quale delle cellule di partenza possedeva il gene oggetto della ricerca.

## Applicazioni
L'esecuzione di un dot blot è simile nell'idea all'esecuzione di un western blot, con il vantaggio di una maggiore velocità e costi inferiori.
Le dot dot vengono anche eseguite per valutare le capacità di legame di un anticorpo.